# یژی دودک
یژی هنریک دودک (لهستانی: Jerzy Henryk Dudek‏ تلفظ لهستانی: [ˈjɛʐɨ]) دروازه‌بان بازنشسته لهستانی و عضو باشگاه‌های لیورپول و رئال مادرید و همچنین تیم ملی فوتبال لهستان بود. او در سال ۲۰۰۵ توانست با لیورپول قهرمان لیگ قهرمانان اروپا شود.